# Райхенбах-Штеген
Райхенбах-Штеген (нем. Reichenbach-Steegen) — община в Германии, в земле Рейнланд-Пфальц. 
Входит в состав района Кайзерслаутерн. Подчиняется управлению Вайлербах.  Население составляет 1443 человека (на 31 декабря 2010 года). Занимает площадь 15,12 км².
Коммуна подразделяется на 4 сельских округа.